# Safiye Sultan

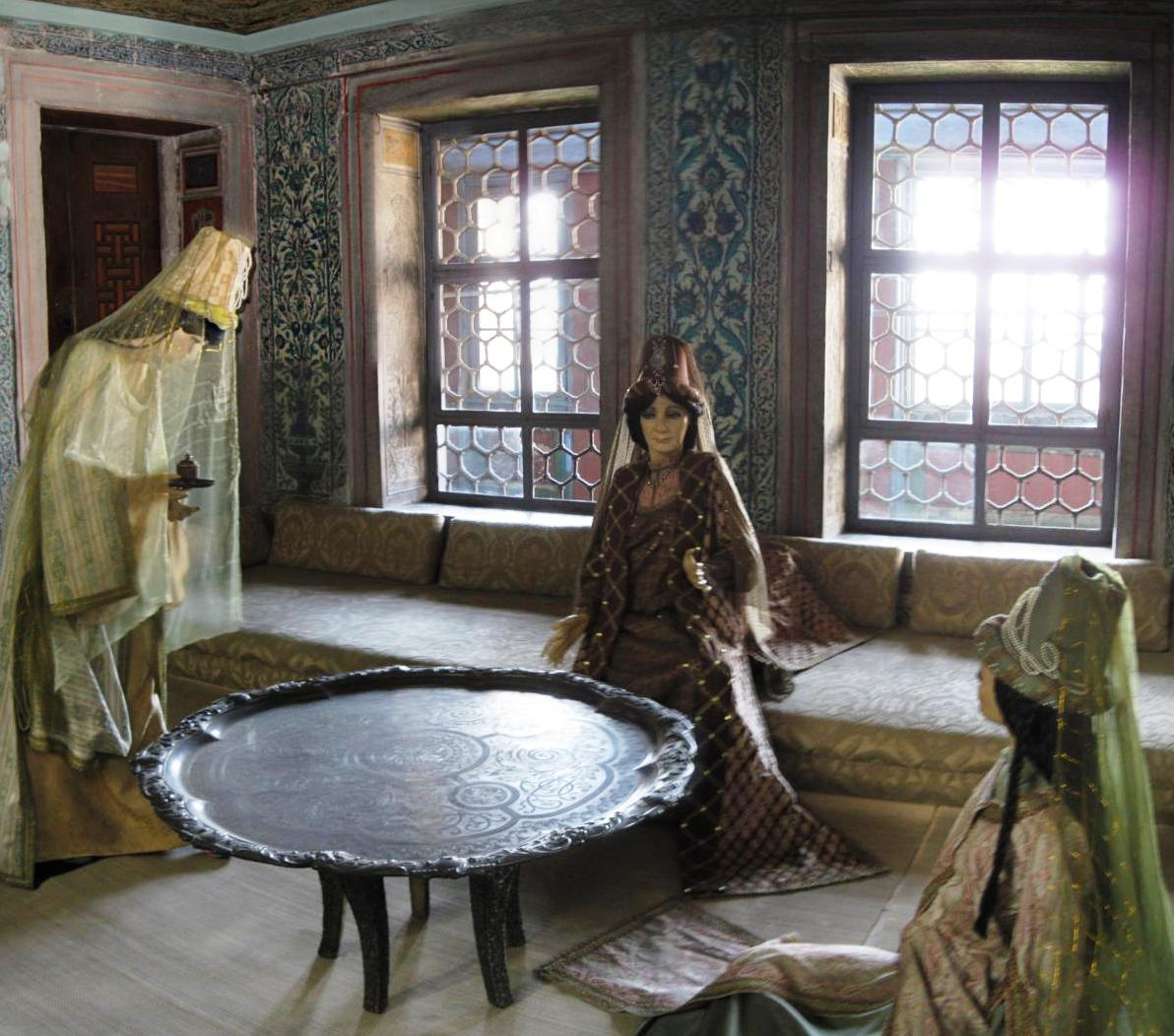
Rekonstruerad scen av en sultanmoder, validesultaninna, med hovdamer i sultanmodervåningen i Topkapı.

Safiye, född 1550, död 1619, var gemål till sultan Murad III och inflytelserik i det ottomanska riket under sin sons regeringstid. Hon var valide sultan åt sin son Mehmet III från 1595 till 1603.

## Biografi
Safiyes bakgrund har varit föremål för spekulation. Hon har förväxlats med sin svärmor och sagts vara venetianare, dotter till Venedigs guvernör i Korfu, släkt med Giorgio Baffo och kusin till sin svärmor Nurbanu Sultan. I själva verket tros hon ha varit från Albanien. 
Hon togs som slav som barn och fördes vid tretton års ålder till Murad III:s harem, han var då tronföljare och bodde i Manisa. Hon fick då enligt sed konvertera till islam och få ett persiskt slavnamn, i hennes fall Safiye ("Den rena").
När Murad besteg tronen 1574 blev hon hans favorithustru eller haseki sultan och nummer två i det kejserliga osmanska haremet efter sin svärmor.

### Valide sultan
När hennes son besteg tronen 1595 nådde hon sin högsta makt. Safiye regerade liksom sin svärmor riket som sin sons rådgivare och de facto medregent.
I sin policy ska Safiye ha fortsatt sin svärmor Nurbanus pro-venetianska politik. Hon ska även initialt ha använt sin svärmors kira Esther Handalis kontakter. Safiye brevväxlade med Elisabet I av England, från vilken hon 1599 mottog en vagn i gåva som hon täckte över och använde till utflykter i staden, något som ansågs skandalöst.
Safiyes inflytande och gynnande av gunstlingar väckte opposition. Hon var biträdd av sin kira Esperanza Malchi. Beatrice Michiel nämns som ännu en inflytelserik gunstling. Esperanza Malchi ska ha utövat ett sådant inflytande att de ryktades ha ett förhållande, och Malchi lynchades år 1600.
Safiyes makt var beroende av hennes son, och när han avled år 1603 förlorade hon allt inflytande och flyttades till Eski Saray, ett palats för pensionerade haremsdamer.

## Eftermäle
Safiye Sultan påbörjade 1598 byggandet av moskén Yeni Valide Mosque i Istanbul, och Moskén Malika Safiya i Kairo är tillägnad henne.